# كنيسة السويد
كنيسة السويد (بالسويدية: Svenska kyrkan) وهي أكبر كنيسة مسيحية في السويد تعتنق المذهب البروتستانتي اللوثري وفق تعاليم مارتن لوثر وهي عضوة في مجلس بورفو ولها عدة أبرشيات تابعة لها، حالياً أنتي جاكيلين هي رئيسة الكنيسة وهي أول امرأة تقود هذه الكنيسة، يبلغ عدد الذين يتبعونها 6,446,729 نسمة أي 65 % من سكان السويد.